# Gisbert Richard
Gisbert Richard (* 10. Mai 1949 in Emstek, Landkreis Cloppenburg) ist ein deutscher Ophthalmologe und Hochschullehrer.

## Leben
Nach dem Abitur am Clemens-August-Gymnasium Cloppenburg studierte Richard von 1967 bis 1974 Biochemie, Medizin und Psychologie an der Westfälischen Wilhelms-Universität und der Technischen Universität München. Seit 1975 approbiert, promovierte er 1976 an der TU München zum Dr. med.
Im Universitätsklinikum Münster wurde 1978 Facharzt für Augenheilkunde und 1980 Oberarzt.
Im September 1981 ging er als Leitender Oberarzt für vier Jahre an das Universitätsklinikum Tübingen, wo er sich den Erkrankungen der hinteren Augenabschnitte widmete. Am 14. Februar 1984  habilitierte er sich für das Fach Augenheilkunde. 1984 und 1985 war er zu Fortbildungen in Glaskörperchirurgie in New York City, Memphis (Tennessee), Detroit und Miami.
Im Oktober 1985 wurde er Oberarzt und C3-Professor in der Universitätsmedizin der Johannes Gutenberg-Universität Mainz. Dort leitete er die Retinologie.
Zum 1. April 1995 berief ihn die Universität Hamburg als Direktor der Klinik und Poliklinik für Augenheilkunde im Universitätsklinikum Hamburg-Eppendorf. Von 1997 bis 1999 war er stellvertretender Ärztlicher Direktor des UKE und Prodekan des Fachbereichs Medizin. 
Im Mai 2001 gründete er die EURETINA (European Society of retina Specialists) in Hamburg, deren Generalsekretär er von 2001 bis 210 war. 2008 war Richard Mitgründer der ESASO (European Studies in Advanced Studies in Ophthalmology). Von 2011 bis 2013 war er der Präsident der EURETINA und von  2013 bis 2015 Präsident von EUROLAM (European-Latinamerican Vitreoretinal Society). Am 1. April 2015 wurde Richard emeritiert.
Seit 2015 ist er Gründer und Leiter der privatärztlichen Praxis, dem Ophthalmologikum an der Alster.
Richard ist Herausgeber mehrerer internationaler Fachzeitschriften. Er erhielt deutsche, ägyptische, japanische, schweizerische, griechische und US-amerikanische Auszeichnungen.